# Louis Desplaces
Louis Desplaces (1682-1739), est un graveur d'interprétation au burin et à l'eau-forte français.

## Biographie
Habile dessinateur, formé à l'école de Gérard Audran dont la manière l'inspira, on doit à Louis Desplaces de nombreuses estampes interprétées d'Eustache Le Sueur, Charles Parrocel, Nicolas Lancret, Antoine Watteau, Le Tintoret ou Charles André van Loo.

## Œuvre

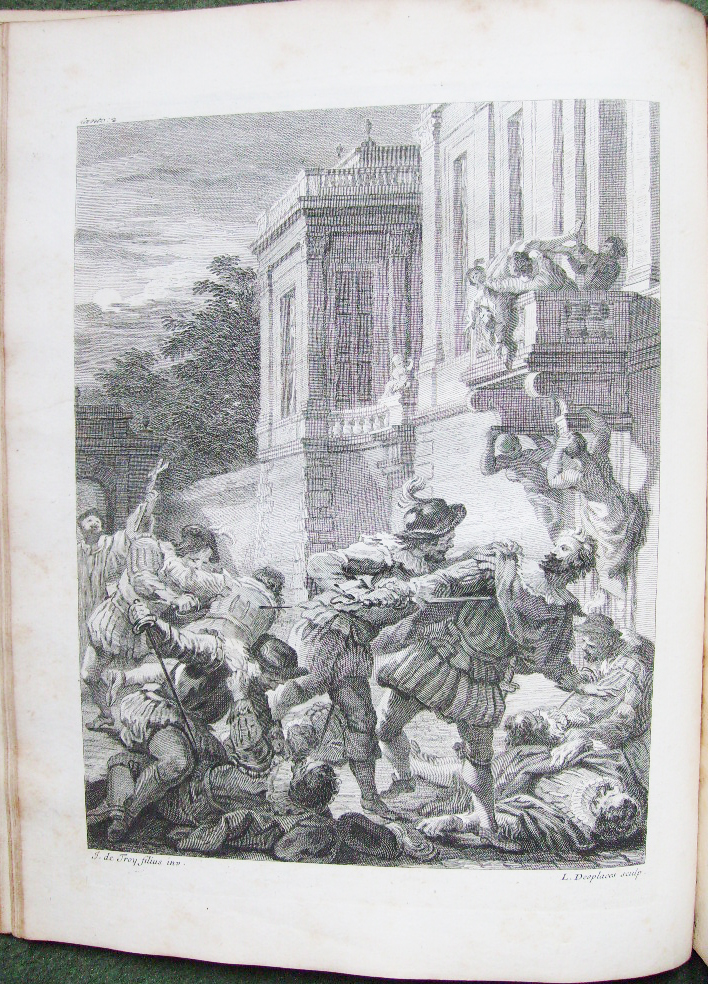
La Henriade, second chant, d'après Jean-François de Troy.

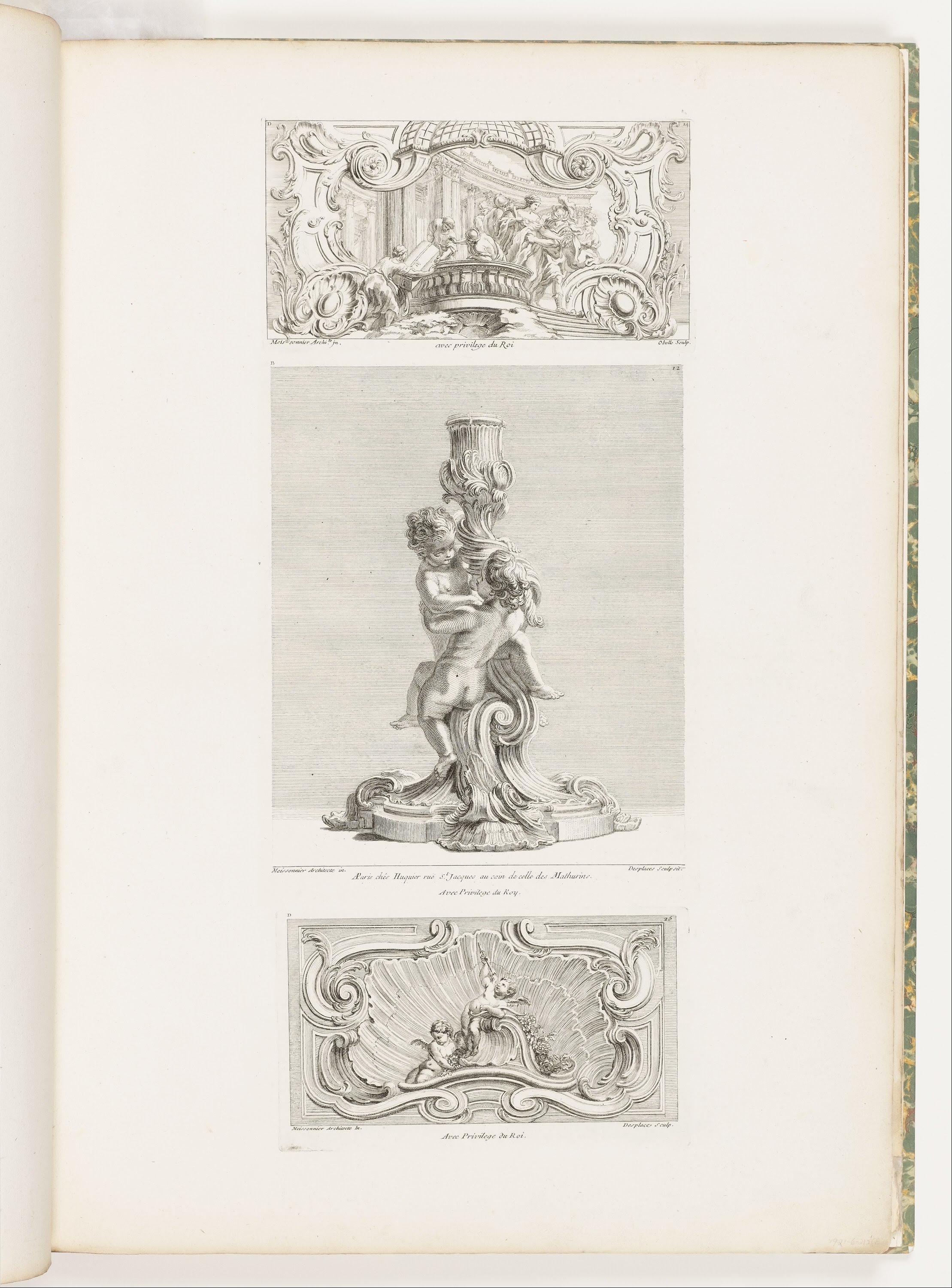
Chandelier sculpté, du Livre d'ornements de Juste-Aurèle Meissonnier.

### Gravures d'interprétation
- Marcus Curtius, d'après Gian Lorenzo Bernini[1].
- Suite des quatre éléments : La Terre[2], l'Air, Le Feu (Vénus demande à Vulcain de forfer des armes pour Énée)[3] et L'Eau (Triomphe d'Amphitrite et de Neptune)[4], L'Annonciation[1], d'après Louis de Boullongne, 1717-1718.
- La naissance d'Adonis (Myrrha, mi-femme mi-arbre, donnant naissance à Adonis), d'après Carlo Cignani.
- Vénus sur les eaux[5], Minerve dissipe l'ignorance et l'erreur[1], Procession funèbre du prince Pallas (Énéide)[6], Énée et Jupiter dans les nuées, Alcide rend Alceste au roi Admète et L'Amour réfugié dans la maison d'Anacréon[7], d'après Antoine Coypel.
- La matrone d'Éphèse, d'après Charles Antoine Coypel[1].
- La fille à l'oiseau, d'après Jean-Baptiste Desormeaux[1].
- Le couronnement du Roi Louis XV en la cathédrale de Reims le 25 octobre 1722 - La cérémonie des offrandes, d'après Pierre Dulin[8].
- Faune et femmes endormies[9], La Confrérie de Sainte-Anne érigée en l'église Saint-Eustache de Paris en 1419, Allégorie du printemps et Allégorie de l'automne[7] d'après Nicolas Fouché.
- Sainte Claire, d'après Giovan Battista Gaulli[1].
- Chasteté de Saint Joseph, d'après Luca Giordano.
- L'hiver, d'après François Girardon[7].
- La guérison des paralytiques, Crucifixion[1], Descente de croix[7] et le Saint Bruno en méditation, d'après Jean Jouvenet[10].
- Sainte Marie d'Égypte[11], Portrait de Marie-Anne Duclos de Châteauneuf, Portrait de Marguerite Bécaille[1], d'après Nicolas de Largilliere.
- Le sacrifice d'Isaac[12], Manoach et sa femme prosternés face à l'apparition de l'ange, Élie et les prophètes de Baal[9] et Le faste des puissances voisines de la France (1702)[13] d'après Charles Le Brun.
- Sarah présentant Agar à Abraham, d'après Charles André van Loo[14].
- Diane au bain,, d'après Carlo Maratta[15].
- Jésus lavant les pieds des apôtres, d'après Jérôme Mutian.
- La chasse au tigre et La chasse au lion (tableaux originaux aujourd'hui disparus), Portrait équestre de Charles de Nassau-Siegen[16], d'après Charles Parrocel.
- Monument allégorique à Isaac Newton, d'après Giovanni Battista Pittoni.
- L'enlèvement d'Hélène d'après Guido Reni.
- L'adoration des bergers[1], Le triomphe de Vespasien et de Titus (« Vespasien et son fils Titus, vainqueurs de la Judée, la tête ceinte de lauriers et couronnés par la Victoire, sont debout dans un même char attelé de quatre chevaux pie et vont passer sous l'arc de triomphe dressé en mémoire de cet événement. Deux écuyers, couronnés de lauriers, conduisent les chevaux ; à droite, un soldat, également couronné, porte un vase précieux. Devant le char, un officier romain tient par les cheveux une juive, personnification de la Judée soumise ; il est précédé d'un soldat déjà engagé sous l'arc de triomphe et portant le chandelier à sept branches du temple de Jérusalem. Dans le fond, la campagne de Rome où, peu après, Vespasien fit construire le Colisée par le Juifs réduits à l'esclavage »[17]) d'après Jules Romain[18].
- Orphée et Eurydice d'après Pierre Paul Rubens.
- Suzanne et les vieillards, d'après Jean-Baptiste Santerre[1].
- Médée et Jason, d'après Charles-François Silvestre[9].
- Présentation de la Vierge au temple, d'après Le Tintoret.
- Danaé, d'après Titien[19].
- La Sagesse compagne d'Hercule[9], Le respect, L'amour heureux, Léda et le cygne[1] et Entre le vice et la vertu d'après Paul Véronèse[19].
- La peinture (singe assis devant un chevalet)[20], La sculpture, Charlotte Desmares jouant le rôle de pèlerine[21], Dumirail en habit de paysan, d'après Antoine Watteau.

### Contributions bibliophiliques
- Voltaire, La Henriade, Londres, 1728, frontispice du second chant (d'après Jean-François de Troy) et du chant huitième (La clémence d'Henri IV après la bataille d'Ivry, d'après François Lemoyne).
- François Robichon de la Guérinière, L'école de cavalerie, contenant la connaissance, l'instruction et la conservation du cheval, Collombat, in-folio, 1733, Portrait équestre de Charles de Nassau-Usingen, d'après Charles Parrocel.
- Juste-Aurèle Meissonnier, Livre d'ornements inventés et dessinés par J.-O. Meissonier, architecte, dessinateur de la Chambre et du Cabinet du Roi, Gabriel Huquier, Paris, 1745.

### Galerie

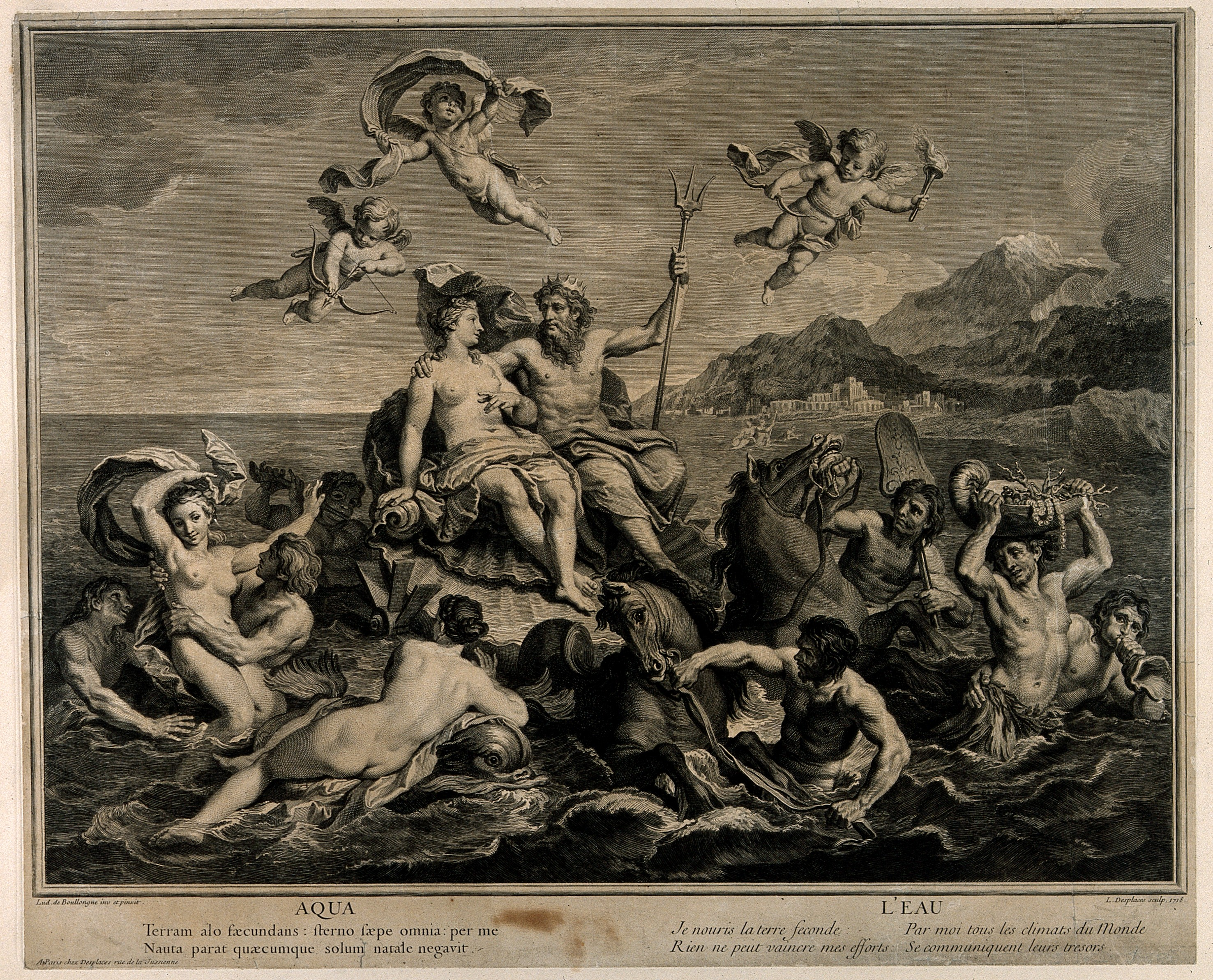
L'Eau, d'après Louis de Boullongne
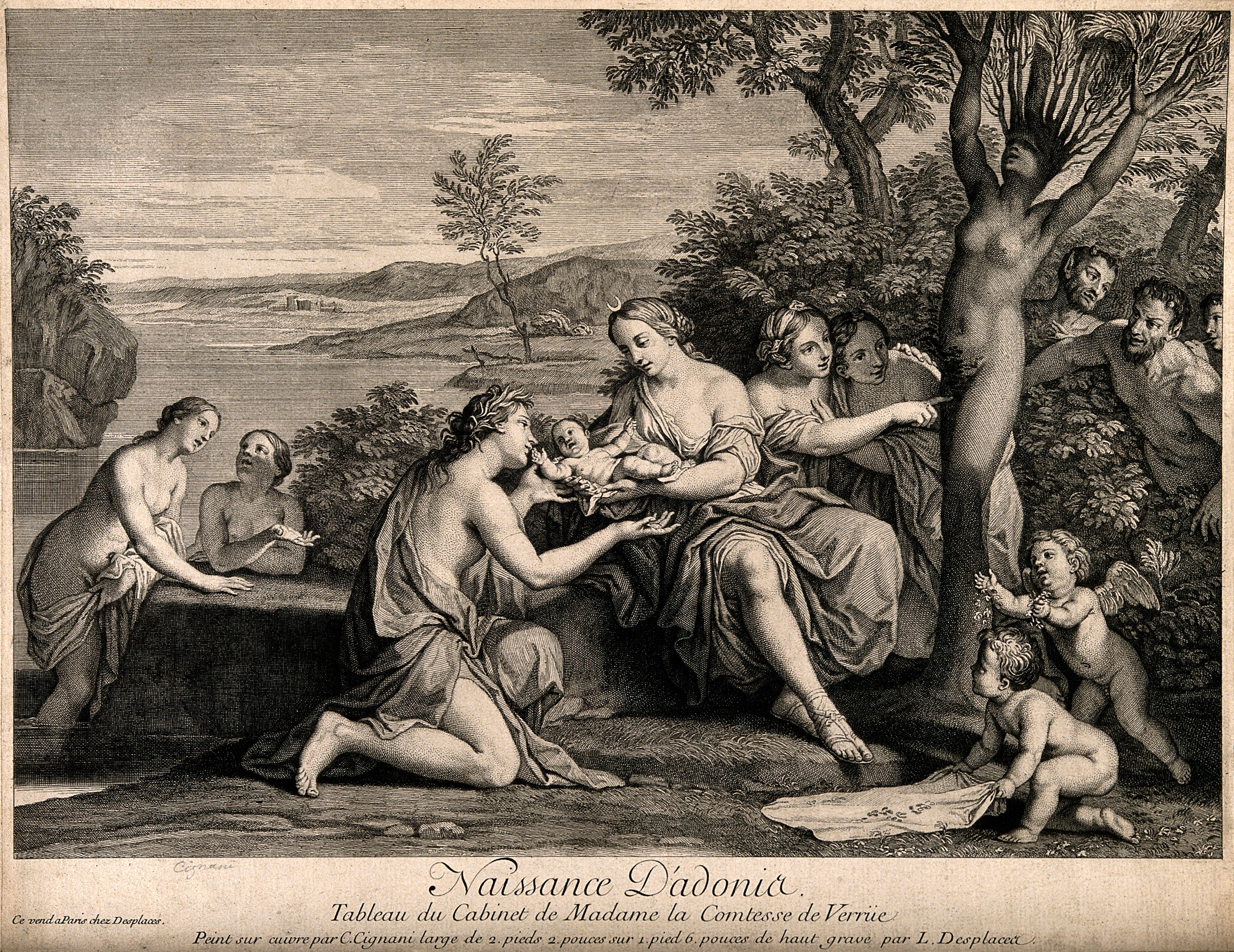
La naissance d'Adonis, d'après Carlo Cignani
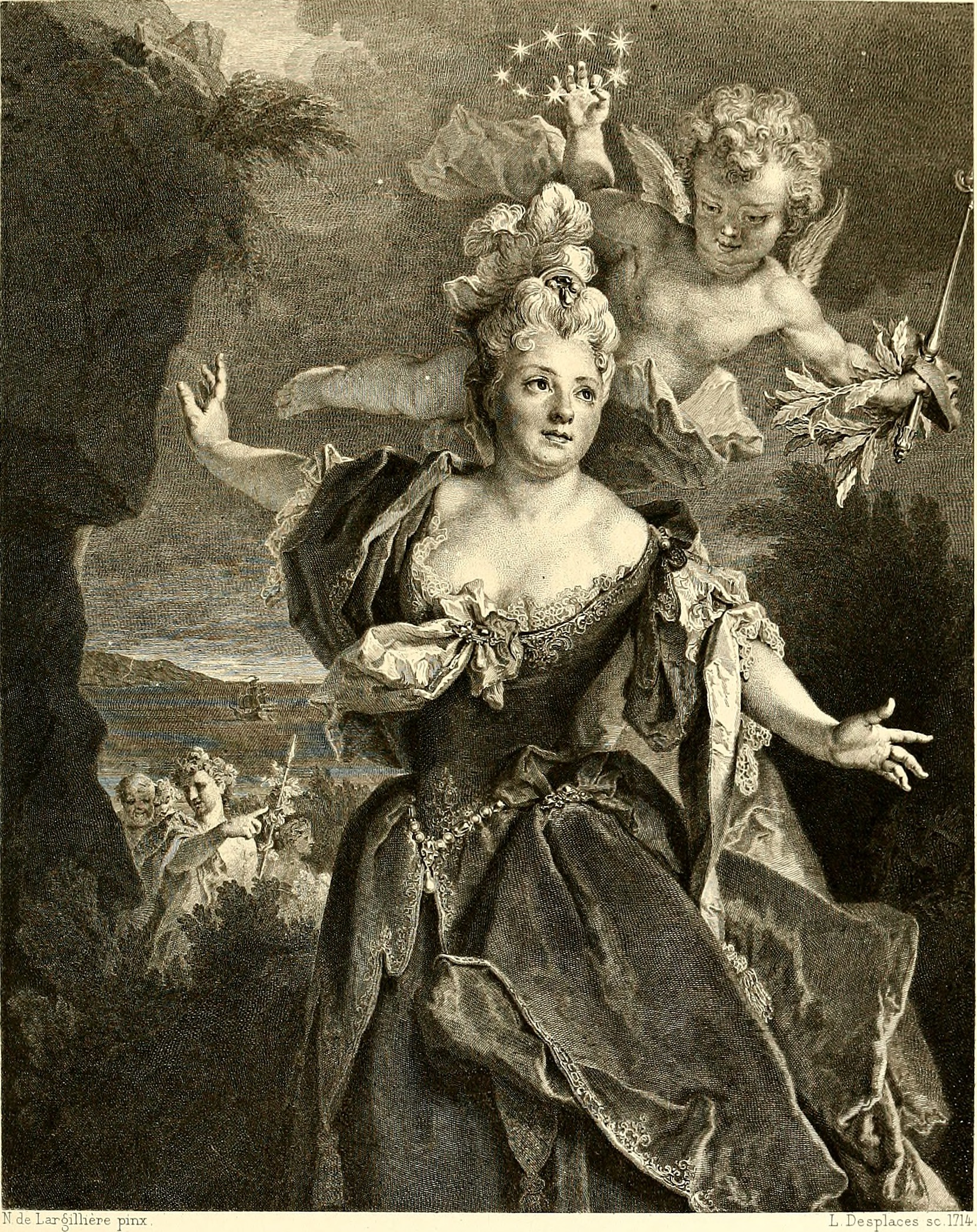
Sainte Marie d'Égypte, d'après Nicolas de Largilliere
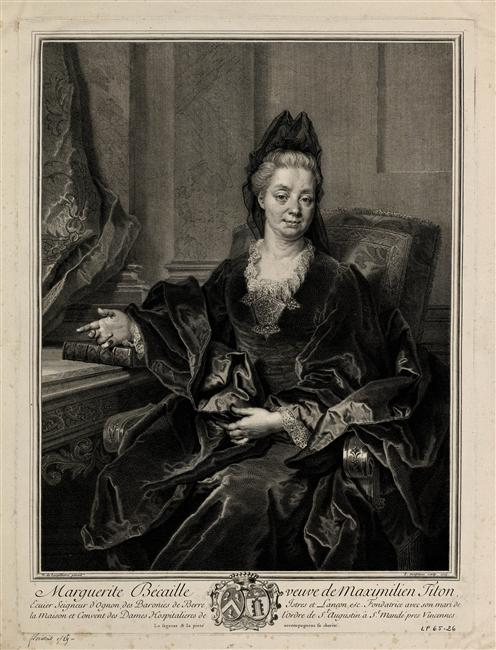
Portrait de Marguerite Bécaille, d'après Nicolas de Largillierre
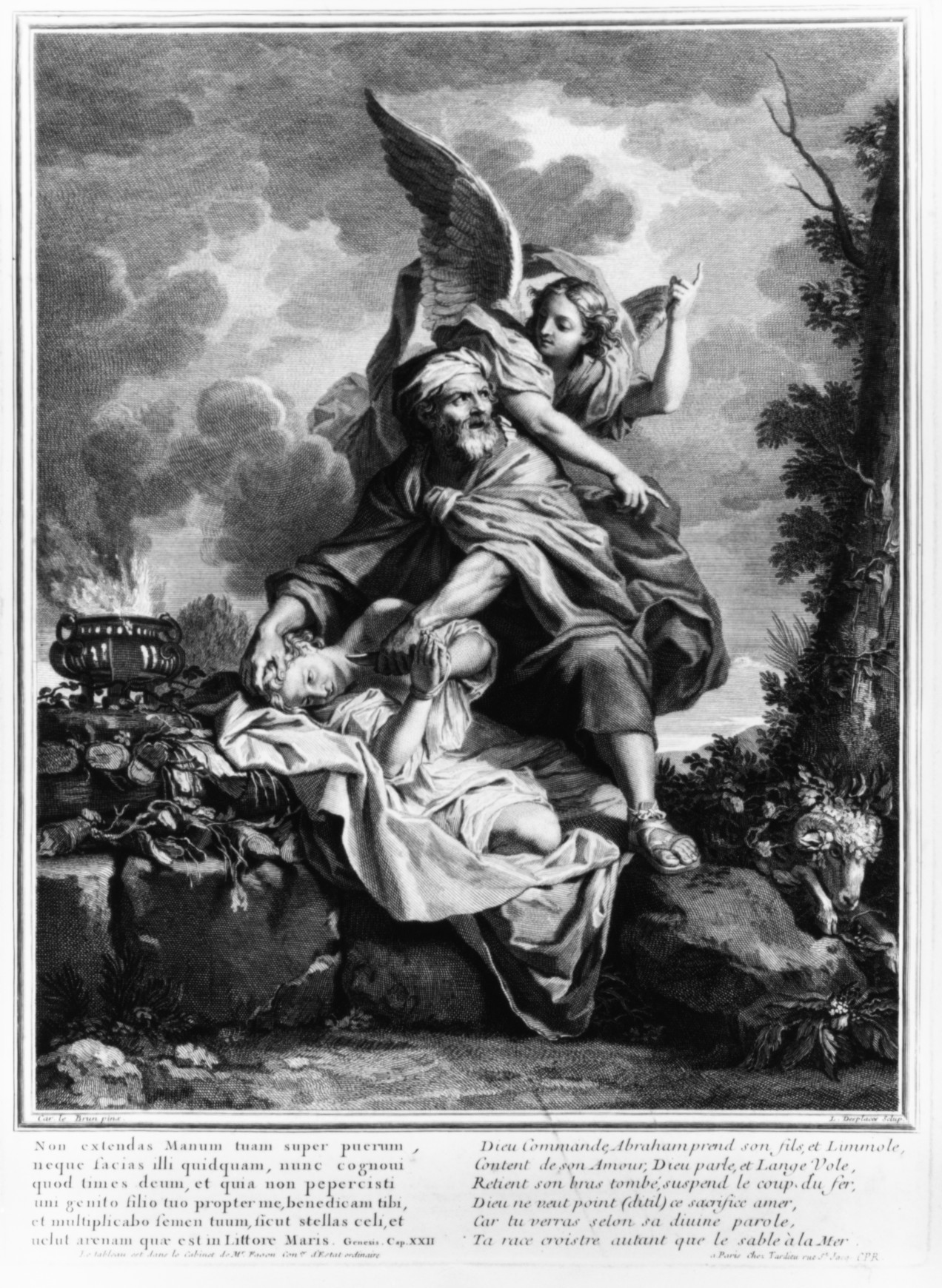
Le sacrifice d'Isaac, d'après Charles Le Brun
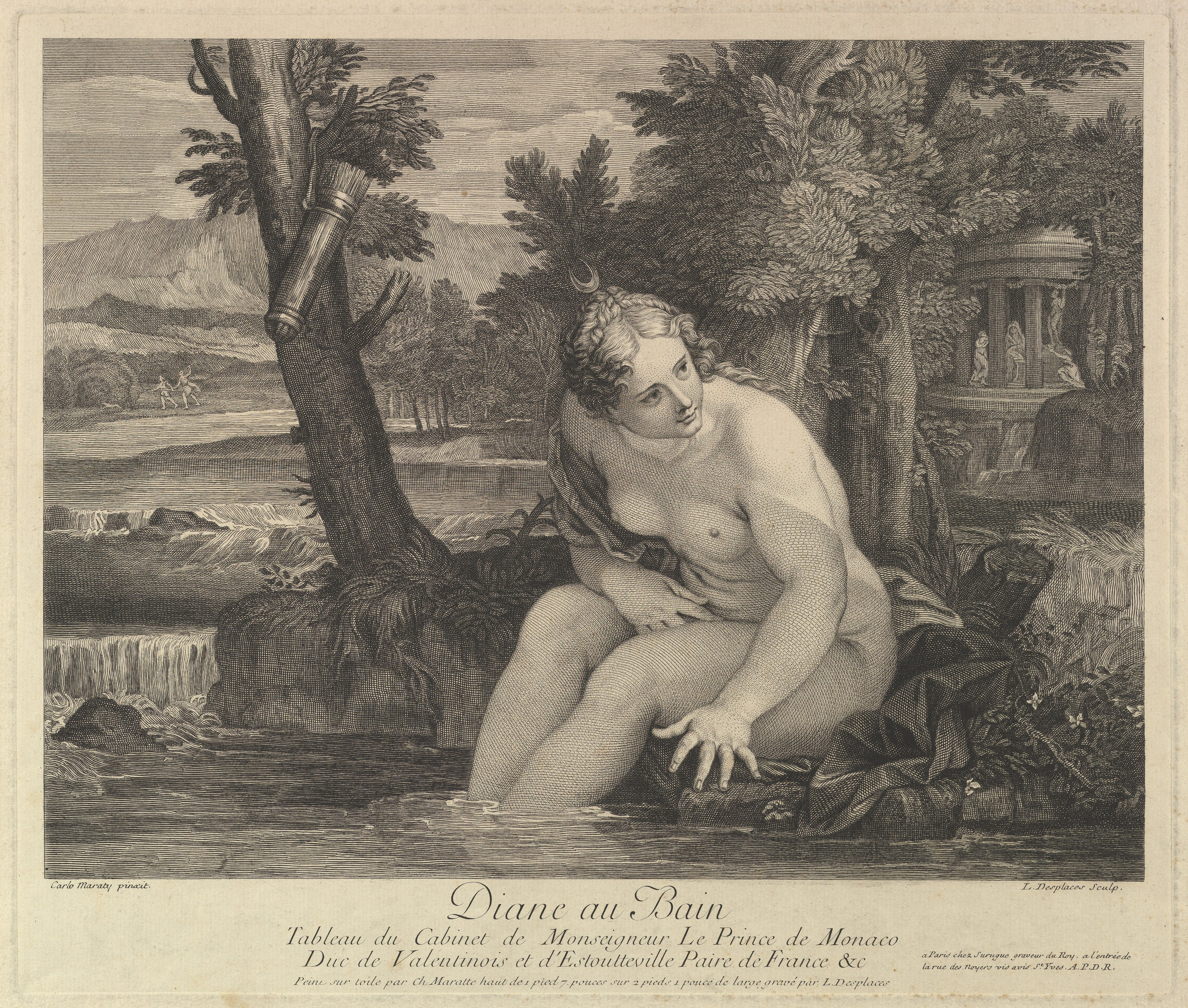
Diane au bain, d'après Carlo Maratta
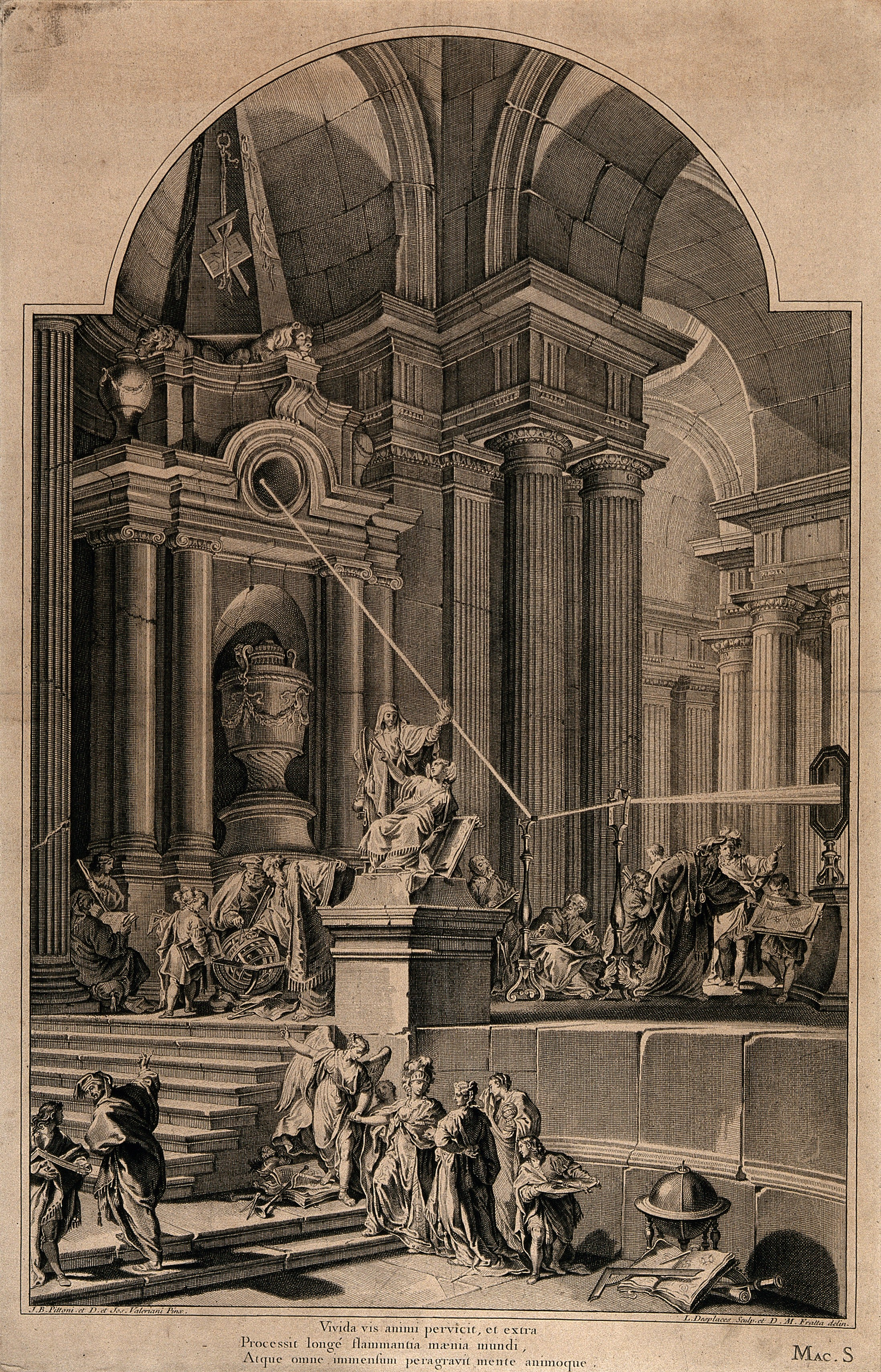
Monument allégorique à Isaac Newton, d'après Giovanni Battista Pittoni
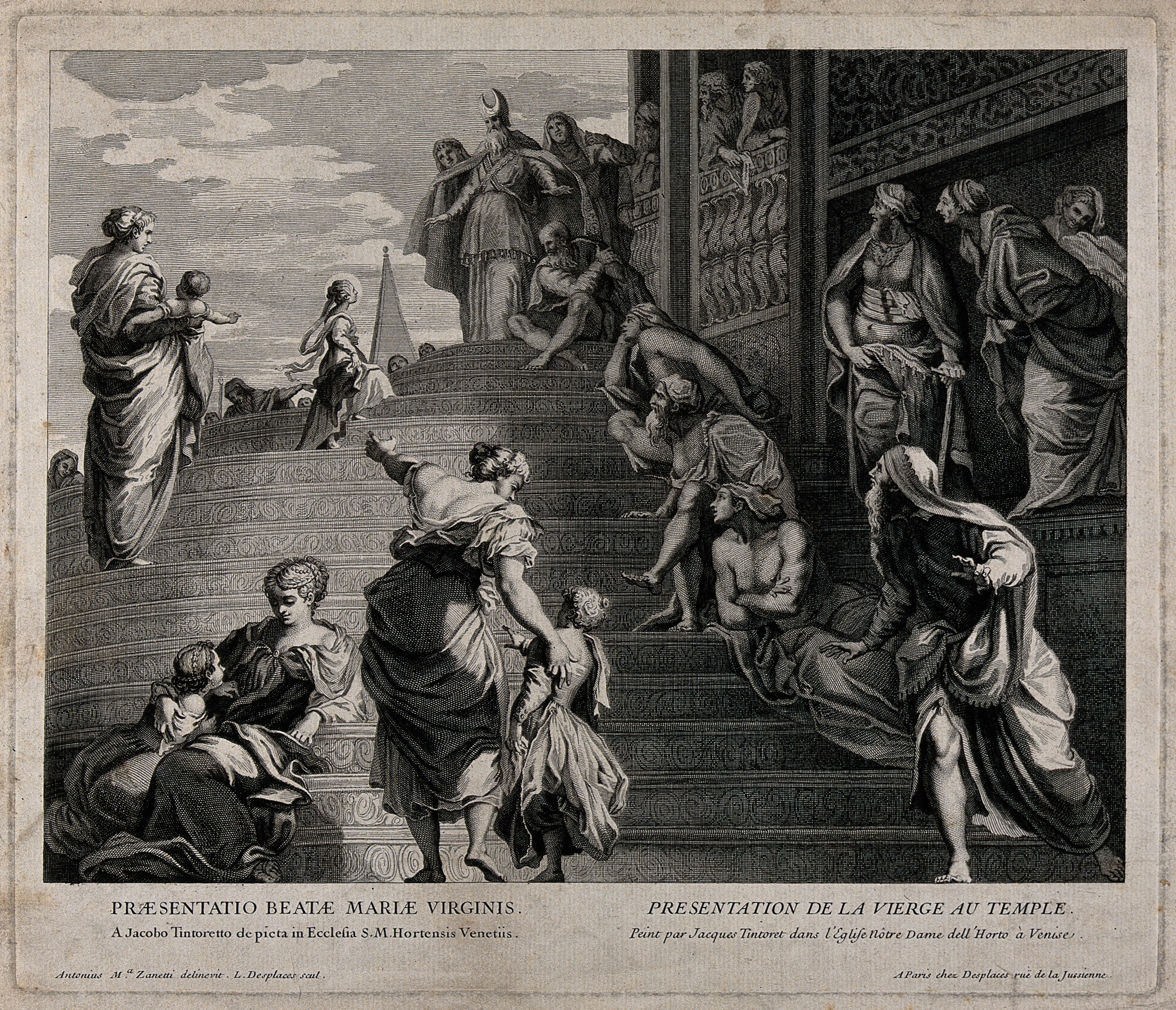
Présentation de la Vierge au temple, d'après Le Tintoret
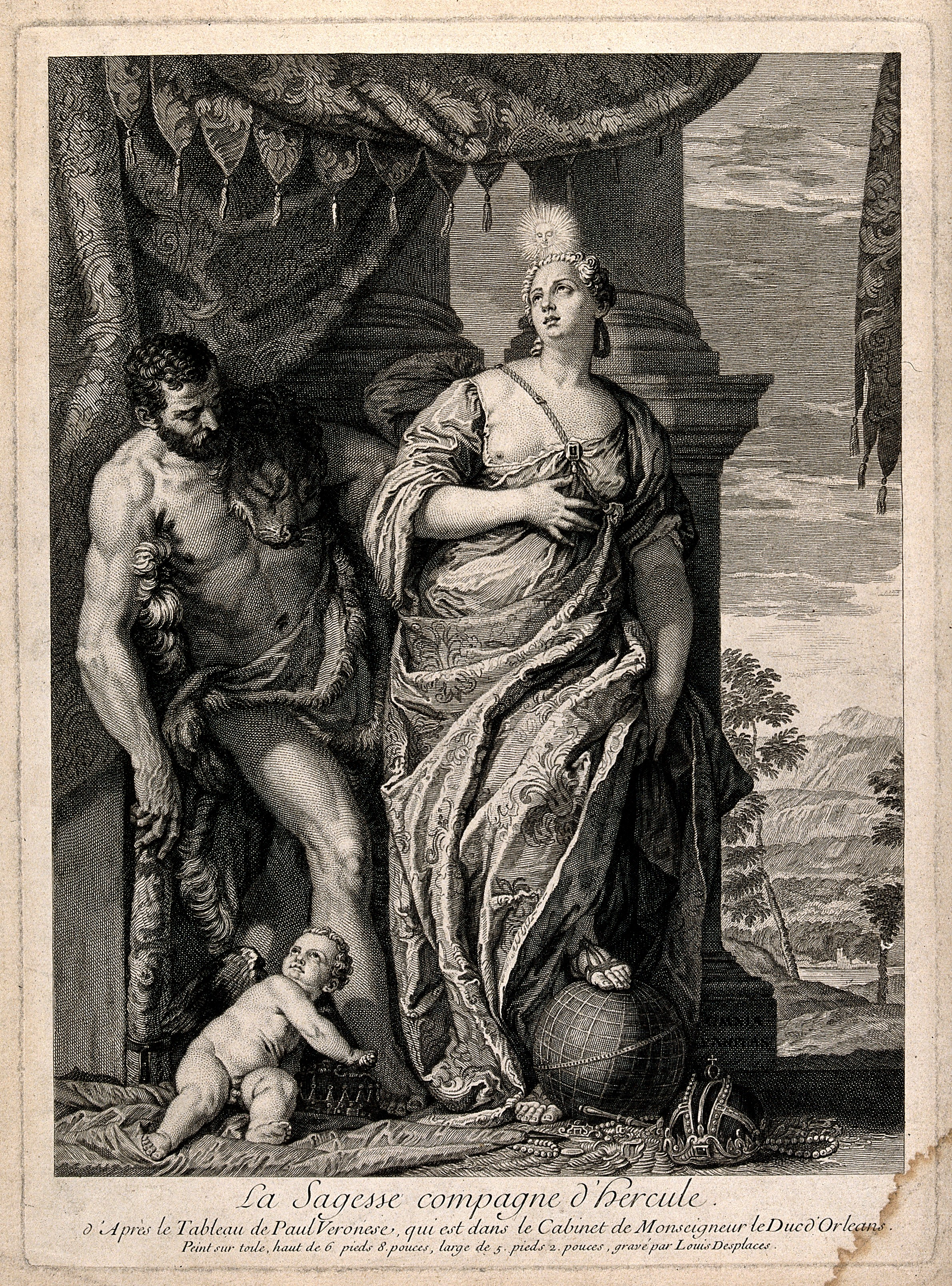
La Sagesse compagne d'Hercule, d'après Paul Véronèse
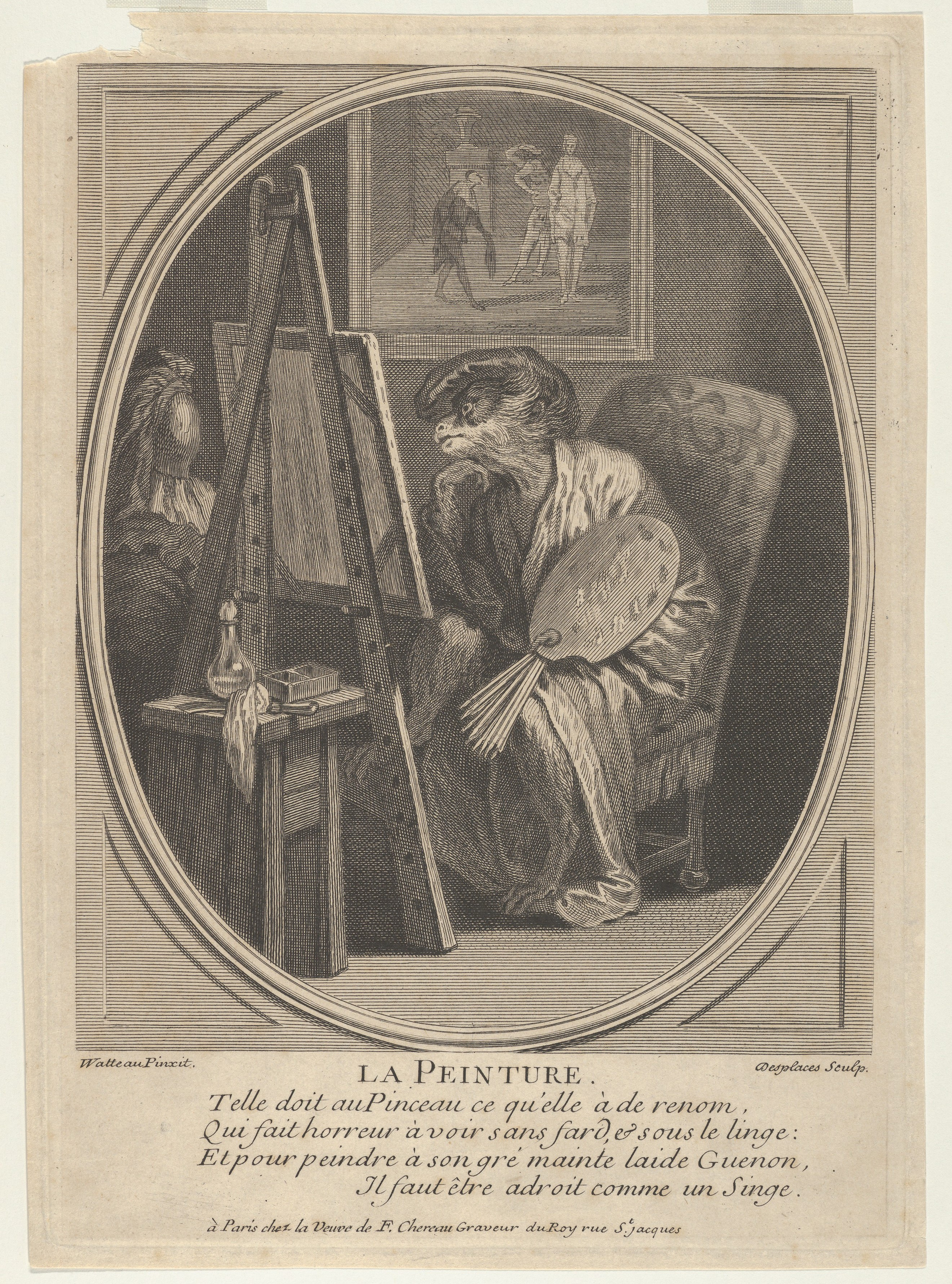
La peinture, d'après Antoine Watteau

## Expositions
- Antoine Watteau et l'art de l'estampe, Musée du Louvre, Paris, 2010.

## Réception critique
- « Son burin est souple et, venant en aide à une eau-forte sûrement tracée, il produit un effet satisfaisant. » - Georges Duplessis[22]
- « Un des graveurs de transition entre le XVIIe et le XVIIIe siècle, et qui tient encore plus à celui-là qu'à celui-ci. » - Émile Dacier[23]

## Musées et collections publiques

### France
- Musée municipal de La Roche-sur-Yon, Faune et femmes endormies, d'après Nicolas Fouché[9].
- Musée de la faïence et des beaux-arts, Nevers, Vénus sur les eaux, d'après Antoine Coypel, Crucifixion, d'après Jean-Baptiste Jouvenet[9].
- Musée des beaux-arts d'Orléans, Médée et Jason, d'après Charles-François Silvestre, La Sagesse compagne d'Hercule, d'après Paul Véronèse[9].
- Bibliothèque nationale de France, Paris.
- Musée du Louvre, Paris, Le couronnement du Roi Louis XV - La cérémonie des offrandes, d'après Pierre Dulin[8].
- Musée national du château de Pau, Mornay arrache Henri IV à l'amour de Gabrielle et La clémence d'Henri IV après la bataille d'Ivry, d'après François Lemoyne[9].
- Musée des beaux-arts de Rennes, Portrait de Marguerite Bécaille, d'après Nicolas de Largillierre, La chasse au tigre, d'après Charles Parrocel, La peinture et La sculpture, d'après Antoine Watteau[9].
- Musée de Vendôme, Élie et les prophètes de Baal, d'après Charles Le Brun[9].
- Château de Versailles, Portrait de Marguerite Bécaille, d'après Nicolas de Largillière.

### Italie
- Pinacothèque Tosio Martinengo, Brescia, L'amour réfugié dans la maison d'Anacréon d'après Antoine Coypel, Allégorie du printemps et Allégorie de l'automne d'après Nicolas Fouché, Descente de croix, d'après Jean Jouvenet[7].
- Académie Carrara, Bergame, L'hiver, d'après François Girardon[7].

### Monaco
- Palais de Monaco, Diane au bain, d'après Carlo Maratta[24].

### Norvège
- Musée national de l'art, de l'architecture et du design, Oslo, Énée et Jupiter dans les nuées, d'après Antoine Coypel.

### Pays-Bas
- Rijksmuseum, Amsterdam, Vénus sur les eaux, d'après Antoine Coypel ; Chandelier sculpté, d'après Juste-Aurèle Meissonnier.
- Musée Teyler, Haarlem, gravures d'après Titien et Paul Véronèse[19].

### Royaume-Uni
- Galerie nationale d'Écosse, Édimbourg, Procession funèbre du prince Pallas, d'après Antoine Coypel[6].
- British Museum, Londres, La Terre, d'après Louis de Boullongne[2] ; Saint Bruno en méditation[10] ; L'œuvre de Juste-Aurèle Meissonnier[25].
- Cuming Museum (en), Londres, Sainte Marie d'Égypte, d'après Nicolas de Largilliere[11].
- Royal Collection, Londres, Portrait équestre de Charles de Nassau-Siegen, d'après Charles Parrocel[16].
- Victoria and Albert Museum, Londres, Le triomphe de Vespasien et de Titus, d'après Jules Romain[18], Chandelier sculpté en argent, du Livre d'ornements de Juste-Aurèle Meissonnier[26].
- Saltram House, Plymouth, Le triomphe de Vespasien et de Titus, d'après Jules Romain[27].
- Castle Ward, Strangford, Le triomphe de Vespasien et de Titus, d'après Jules Romain[28].

### Slovaquie
- Galerie nationale slovaque, Bratislava, Entre le vice et la vertu, d'après Paul Véronèse[29].

### Suède
- Nationalmuseum, Stockholm, Sarah présentant Agar à Abraham, d'après Charles André van Loo[14].

### République tchèque
- Galerie Morave de Brno, L'amour heureux, d'après Paul Véronèse[30].

### États-Unis
- Fogg Art Museum, Cambridge (Massachusetts), Le Feu[3] et L'Eau[4], d'après Louis de Boullongne.
- Metropolitan Museum of Art, New York, Le sacrifice d'Isaac, d'après Charles Le Brun[12] ; Diane au bain, d'après Carlo Maratta[15], La peinture[20] et Charlotte Desmares jouant le rôle de pèlerine[21], d'après Antoine Watteau.
- Philadelphia Museum of Art, Philadelphie, dix-huit gravures[1].
- Bibliothèque de l'université de Princeton, Les fastes des puissances voisines de la France, d'après Charles Le Brun[13].
- San Francisco De Young Museum, Vénus sur les eaux, d'après Antoine Coypel[5].
- National Gallery of Art, Washington, Danaé, d'après Titien.

### Australie
- Galerie d'art de Nouvelle-Galles du Sud, Sydney, L'enlèvement d'Hélène, d'après Guido Reni.